# 롱섬 (바하마)

롱 섬

롱섬(영어: Long Island)은 바하마의 섬으로 면적은 596km2, 인구는 2,992명(2008년 기준)이다. 길이는 130km, 넓이는 6km에 달한다. 수도 나소에서 남동쪽으로 약 265km 정도 떨어진 곳에 위치한다.

## 같이 보기
- 바하마의 역사
- 루케이언 제도